# Iwan Coczew
Iwan Iwanow Coczew (bg. Иван Иванов Цочев; ur. 9 lipca 1954 w Sofii) – bułgarski zapaśnik walczący w stylu wolnym. Olimpijczyk z Moskwy 1980, gdzie zajął czwarte miejsce w kategorii 57 kg.
Czwarty na mistrzostwach świata w 1978. Zdobył trzy medale na mistrzostwach Europy w tym srebrny w 1980 roku.
- Turniej w Moskwie 1980

Pokonał z Mahmouda El-Messouti z Syrii, Antoniego La Brunę z Włoch i Sandora Németha z Węgier, a przegrał z Siergiejem Biełogłazowem z ZSRR i Dugarsürengijnem Ojuunboldem z Mongolii.